# Hey
Hey — польская рок-группа, образованная в 1992 в Щецине, была наиболее популярна в первой половине 90-х годов XX века.
Ансамбль выступал на фестивале в Яроцине (1992) и Przystanek Woodstock (2001, 2002, 2004, 2005). 7 раз получал премию «Fryderyk». Его песня «Moja i Twoja nadzieja» («Моя и твоя надежда») стала гимном акции помощи пострадавшим во время паводка тысячелетия в 1997 году.

## Состав
- Катажина Носовская (вокал)
- Яцек Хжановский (бас-гитара)
- Марцин Жабелович (гитара)
- Павел Кравчик (гитара)
- Роберт Лигевич (ударная установка)

## Дискография
- (1993) — Fire
- (1994) — Ho!
- (1994) — Live!
- (1995) — Heledore
- (1995) — ?
- (1995) — ? (английская версия)
- (1997) — Karma
- (1999) — Hey
- (2001) — [sic!]
- (2003) — Koncertowy
- (2003) — Music Music
- (2004) — Przystanek Woodstock 2004 (DVD)
- (2005) — Echosystem